# Richard Butler (diplomate)
Pour les articles homonymes, voir Richard Butler (homonymie) et Butler.
Richard Butler est un homme politique australien, né le 13 mai 1942 à Coolah. Il est gouverneur de Tasmanie d'octobre 2003 à août 2004.